# Quaestus bustilloi
Quaestus bustilloi es una especie de escarabajo del género Quaestus, familia Leiodidae. Fue descrita por Salgado y Javier Fresneda en 2009.

## Distribución
Se encuentra en España.